# Hannu Hårdh
Johan Efraim (Hannu) Hårdh, född 21 augusti 1917 i Kuopio, död 28 april 2014, var en finländsk agronom. 
Hårdh, som var son till lektor Henrik Edvard Johannes Hårdh och Ester Lovisa Zidbäck, blev student 1935, agronom 1939, agronomie- och forstkandidat 1943 samt agronomie- och forstdoktor 1954. Han var assistent vid Lantbrukets forskningscentral 1945–1959 och professor i trädgårdsvetenskap vid Helsingfors universitet 1959–1980. Han valdes till sekreterare i Nordiska jordbruksforskares förening 1964. Han författade ett stort antal vetenskapliga publikationer och artiklar.